# Серра-Сант-Аббондио
Серра-Сант-Аббондио (итал. Serra Sant'Abbondio) — коммуна в Италии, располагается в регионе Марке, в провинции Пезаро-э-Урбино.
Население составляет 1115 человек (2008), плотность населения составляет 34 чел./км². Занимает площадь 33 км². Почтовый индекс — 61040. Телефонный код — 0721.
Покровителем коммуны почитается святой Авундий (Sant’Abbondio), празднование 16 сентября.
В границах коммуны находится Фонте Авеллана (итал. Fonte Avellana), камальдулийский монастырь.

## Демография
Динамика населения:

## Администрация коммуны
- Официальный сайт: http://www.comune.serrasantabbondio.pu.it